# Ladies and Gentlemen
Ladies and Gentlemen è il primo singolo tratto da Blood Stained Love Story, quinto album in studio dei Saliva, pubblicato nel 2006. È una canzone hard rock, una delle più "dure" dell'album.
La canzone ha raggiunto la seconda posizione nella classifica "US Mainstream Rock". Il relativo video musicale è stato trasmesso per la prima volta il 19 maggio 2007.
È stata la colonna sonora ufficiale di WrestleMania 23, evento in pay-per-view della World Wrestling Entertainment, ed è stata utilizzata dal network della NFL nel corso del Super Bowl XLI.
Nel 2010 il singolo è stato premiato dalla RIAA con un disco d'oro.